# (182933) 2002 GZ31
(182933) 2002 GZ31, também escrito como (182933) 2002 GZ31, é um corpo menor localizado no disco disperso, uma região do Sistema Solar. Ele possui uma magnitude absoluta de 6,4 e tem um diâmetro com cerca de 195 km  ou 314 km. O astrônomo Mike Brown lista este corpo celeste em sua página na internet como um candidato a possível planeta anão. Este corpo celeste é um sistema binário, o outro componente, o S/2007 (182933) 1, possui um diâmetro estimado em cerca de 123 km.

## Descoberta
(182933) 2002 GZ31 foi descoberto no dia 6 de abril de 2002 pelo astrônomo Marc W. Buie.

## Órbita
A órbita de (182933) 2002 GZ31 tem uma excentricidade de 0,240 e possui um semieixo maior de 50,458 UA. O seu periélio leva o mesmo a uma distância de 38,370 UA em relação ao Sol e seu afélio a 62,545 UA.